# Michael Riessler
Michael Riessler (Ulma, 1957) è un compositore e clarinettista tedesco.
La sua carriera inizia al fianco di figure di spicco della musica contemporanea, come John Cage e Steve Reich.
Nel 1991 allestisce il suo primo progetto da solista.
Nel 1992 riceve i premii SWF Jazz Award e il German Record Review per il disco Heloise.
Nel 2013 compone la colonna sonora originale per il film Die Andere Heimat - Chronik einer Sehnsucht, di Edgar Reitz.
La sua musica è influenzata spesso dalle sonorità delle musiche etniche europee, a cui si aggiungono contaminazioni di musica medioevale e musiche orientali.